# L'Étrange Soldat Franklin
 (janvier 2018).
L'Étrange Soldat Franklin est une bande dessinée réalisée par Raoul Cauvin (scénario), Willy Lambil (dessinateur) et Vittorio Leonardo (couleurs), n° 61 dans la série Les Tuniques bleues, sortie le 10 novembre 2017 chez Dupuis.

## Résumé
Chesterfield et Blutch croisent la route d'un homme blessé poursuivi par des soldats sudistes. Après les avoir dispersés, les deux cavaliers acceptent de guider le blessé jusqu'au camp. À leur surprise, le soldat s'entretient avec les officiers d'une mission secrète. Le général Mc Clellan confirme que ce soldat, Franklin Thomson, travaille sous ses ordres...

## Personnages
Par ordre d'apparition :
- sergent Cornelius Chesterfield ;
- caporal Blutch ;
- Arabesque ;
- le soldat Franklin ;
- le général Alexander ;
- Stephen Stilman.

### Clins d'œil
L'histoire cite explicitement Sarah Emma Edmonds, infirmière ayant servi sous uniforme masculin dans l'armée de l'Union. 

## Analyse
Le tome explore le rôle des femmes dans la guerre de Sécession, à l'instar des albums précédents, Les Bleus dans la gadoue, Des Bleus et des dentelles, Les Nancy Hart...

## Accueil critique et postérité
De novembre 2017 à janvier 2018, le musée du Cheval de Chantilly expose 25 dessins originaux de cet album.